# 토쿠나가 치나미
토쿠나가 치나미(德永千奈美, 1992년 5월 22일 ~ )는 가나가와현 가와사키시 출신의 전 여성 아이돌 가수이다. 전 헬로! 프로젝트 어드바이저이며, 전 업프런트 프로모션 소속이다.
2015년 11월 25일, 어학 연수에 의해 유학을 하는 것을 발표하였다. 이후, 2021년 2월 28일을 기해 소속사 매니지먼트 계약 종료 동시에 연예계 은퇴를 했다. 동년 봄부터는 영어를 사용하는 직장에 취직하게 된다. 지금은 스가야 리사코 다음으로 결혼해서 남편도 있고 아이도 있는 애기엄마다.

## 활동
헬로! 프로젝트, 헬로! 프로젝트 키즈 및 각 소속 유닛에서의 활동은 각각의 항목을 참조.

### 백댄서
- 후지모토 미키「부기트레인 '03」(PV 수록, 싱글V 수록)

### 텔레비전
- 요로시쿠! 센빠이 (2004년 1월 5일 - 4월 2일, 테레비도쿄)
- 무스메DOKYU! (2005년 4월 4일 - 6월 17일, 테레비도쿄)
- 베리큐! (2008년 3월 13일 - 10월 3일, 테레비도쿄)
- 요로센! (2008년 10월 6일 - 2009년 3월 27일, 테레비도쿄)
- 미녀방담 (2009년 10월 1일 · 8일, 테레비도쿄)
- 수학♥여자학원 (2012년 1월 11일 - 3월 28일, 니혼테레비) - 카미야 타카코 역

### 라디오
- BZS1422 (2012년 7월 8일 - 2015년 3월 1일, RF라디오닛폰)

### 인터넷
- GREEN ROOM (2015년 4월 30일 - 12월 9일, YouTube) - 레귤러 MC

### 영화
- 강아지 단 이야기 (2002년 12월 14일, 도에이)
- Promise Land ~ 클로버즈의 대모험 ~ (2004년 7월 17일 - 9월 5일, 후지테레비 오다이바 모험왕 2004에서)
- 왕게임 (2011년 12월 17일, BS-TBS)

### 사진집
- 1st 솔로 사진집「Chinami」(2009년 9월 11일, 카도카와그룹퍼블리싱) ISBN 978-4-04-895058-9
- 2nd 솔로 사진집「metamorphose(メタモルフォーゼ)」(2012년 10월 12일, 와니북스)

### DVD
- オレンジ (2012년 10월 13일)
- ホワイト (2013년 9월 7일)

## 활동 유닛
- DIY♡ (2012년 ~ 2020년)
- 멜로우크앗드 (2013년 ~ 2020년)